# Boca Chica Village
Pour les articles homonymes, voir Boca Chica (homonymie) et Boca Chica Key.
Boca Chica Village, anciennement Kennedy Rives et, plus tard, Kopernik Rives, est une petite communauté non constituée en municipalité dans le comté de Cameron, au Texas, aux États-Unis. Elle se trouve à 20 km à l'est de la ville de Brownsville et fait partie des régions métropolitaines Brownsville–Harlingen–Raymondville et Matamoros–Brownsville. Elle est située sur la Texas State Highway 4 et à 2 milles (3 kilomètres) au nord-ouest de l'embouchure du Río Grande.
En 2014, la localité a été choisie comme emplacement pour la construction du site de lancement SpaceX South Texas et, en mai 2025, une partie du territoire de Boca Chica Village se constitue en municipalité de Starbase, du nom du site de SpaceX.

## Histoire
La localité est fondée sous le nom de Kennedy Shores en 1967 par John Caputa, un promoteur immobilier de Chicago, et est initialement destinée aux migrants polonais de la classe ouvrière. Après la construction d’une trentaine de maisons de style ranch, l’endroit est dévasté en septembre de la même année par l'ouragan Beulah, qui détruit le restaurant et les équipements publics. L'électricité est rétablie, mais de nombreuses maisons n'ont pas d'accès à l'eau potable, même des décennies plus tard. 
En 1975, un résident, Stanley Piotrowicz est élu maire du village qui est rebaptisé Kopernik Shores, d'après Nicolas Copernic, et tente de faire reconnaître le village comme une municipalité, mais les autorités texanes refusent. Entre 1990 et 2000, la population s'élève à vingt-six habitants, mais en 2008, seulement six personnes résident de façon permanente du village et ce nombre tombe à quatre personnes dans deux maisons en 2017, avec une moyenne d'environ douze résidents saisonniers.

### Implantation du site Starbase de Space X
Le site a subi un développement continu depuis l'arrivée de l'entreprise technologique spatiale Space X en 2014. Elle y a construit un immense complexe de lancement et de réception de fusées, baptisé Starbase, l'un des quatre sites de lancement actifs de l'entreprise. Le site héberge également une usine de production et un site d'essai. Starbase, décrit comme « l'un des premiers spatioports commerciaux au monde conçu pour les missions orbitales » effectue les vols d'essai de la fusée Starship. 
Le projet, auquel les habitants de Boca Chica et les autorités de l'État étaient initialement favorables, a aussi été critiqué pour ses retombées environnementales, concernant notamment la pollution de l'eau et la destruction des habitats. L'Agence de protection de l'environnement (EPA) a infligé une amende de près de 150 000 dollars à SpaceX en 2024 pour avoir enfreint la loi sur la qualité de l'eau (Clean Water Act) en déversant des centaines de milliers de litres d'eaux usées dans des zones humides proches de son site de lancement.  

### Incorporation dans Starbase
En décembre 2024, trois employés et ex-employés de SpaceX déposent une requête en « incorporation » demandant la tenue d'une élection afin de déterminer si Starbase, jusqu'alors simple site de lancement et campus de SpaceX, devait acquérir un véritable statut de municipalité. Le 3 mai 2025, un vote valide la transformation d'une partie du territoire de Boca Chica en une municipalité baptisée Starbase et désigne son maire et deux conseillers. La ville nouvelle s'étend sur 4,2 km2 environ et englobe certaines parties de Boca Chica Village. À sa création, Starbase compte plus de 200 habitants et dispose d'un gouvernement municipal restreint (un maire et deux commissaires municipaux, tous trois employés ou ex employés de SpaceX). Plus des trois cinquièmes des électeurs travaillent pour SpaceX et, sur les 247 terrains résidentiels concernés, seuls 10 n'appartiennent ni à SpaceX ni à ses employés. Selon une porte-parole de SpaceX, « l'incorporation de Starbase simplifiera les processus nécessaires à la construction des infrastructures nécessaires à faire de la région un lieu de vie de classe mondiale – pour les centaines de personnes qui y vivent déjà, ainsi que pour les futurs travailleurs désireux de contribuer à construire l'avenir de l'humanité dans l'espace ».

## Galerie

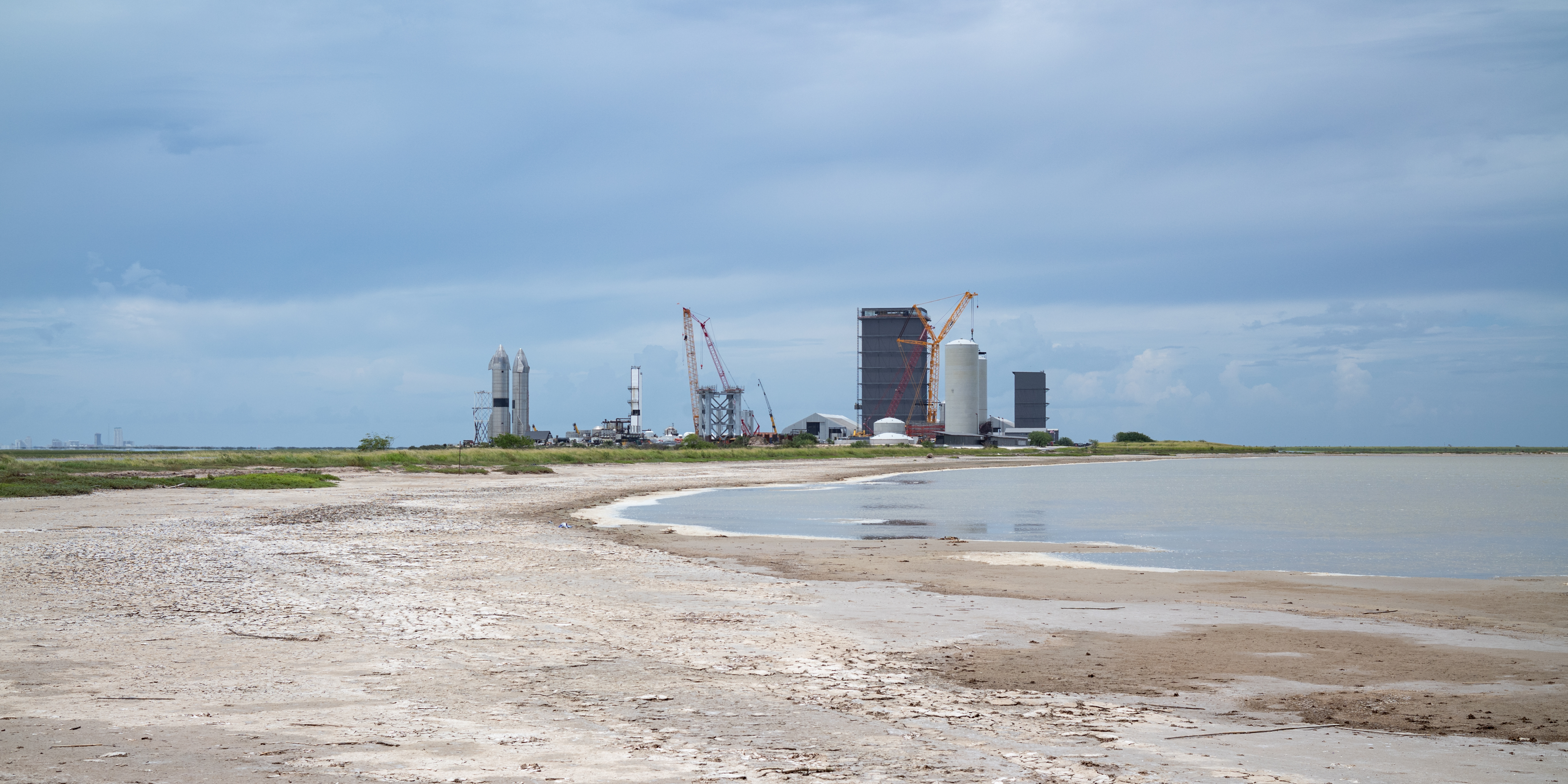
Vue du site de production de SpaceX.
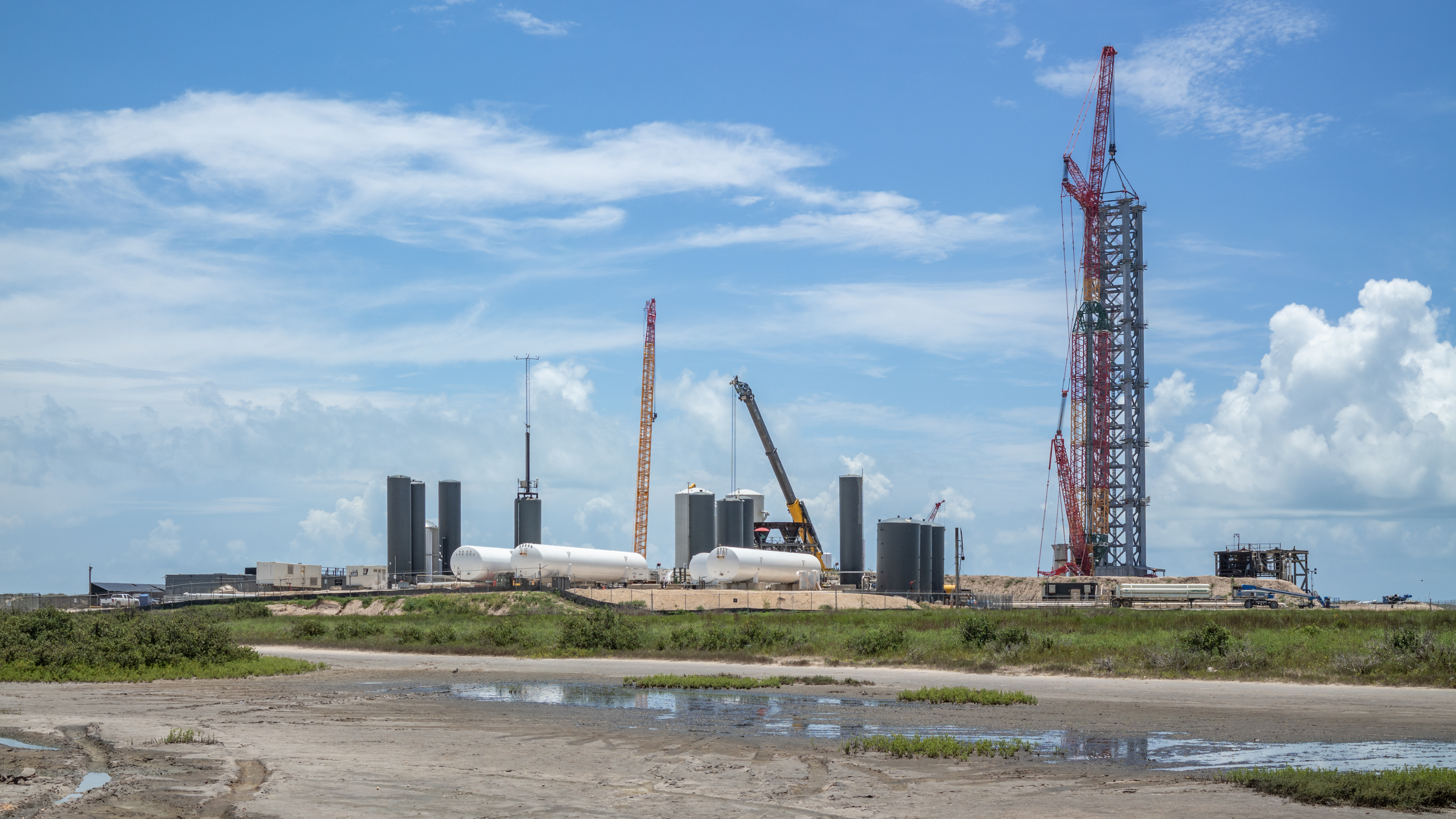
Vue du site de lancement avec la tour de lancement.
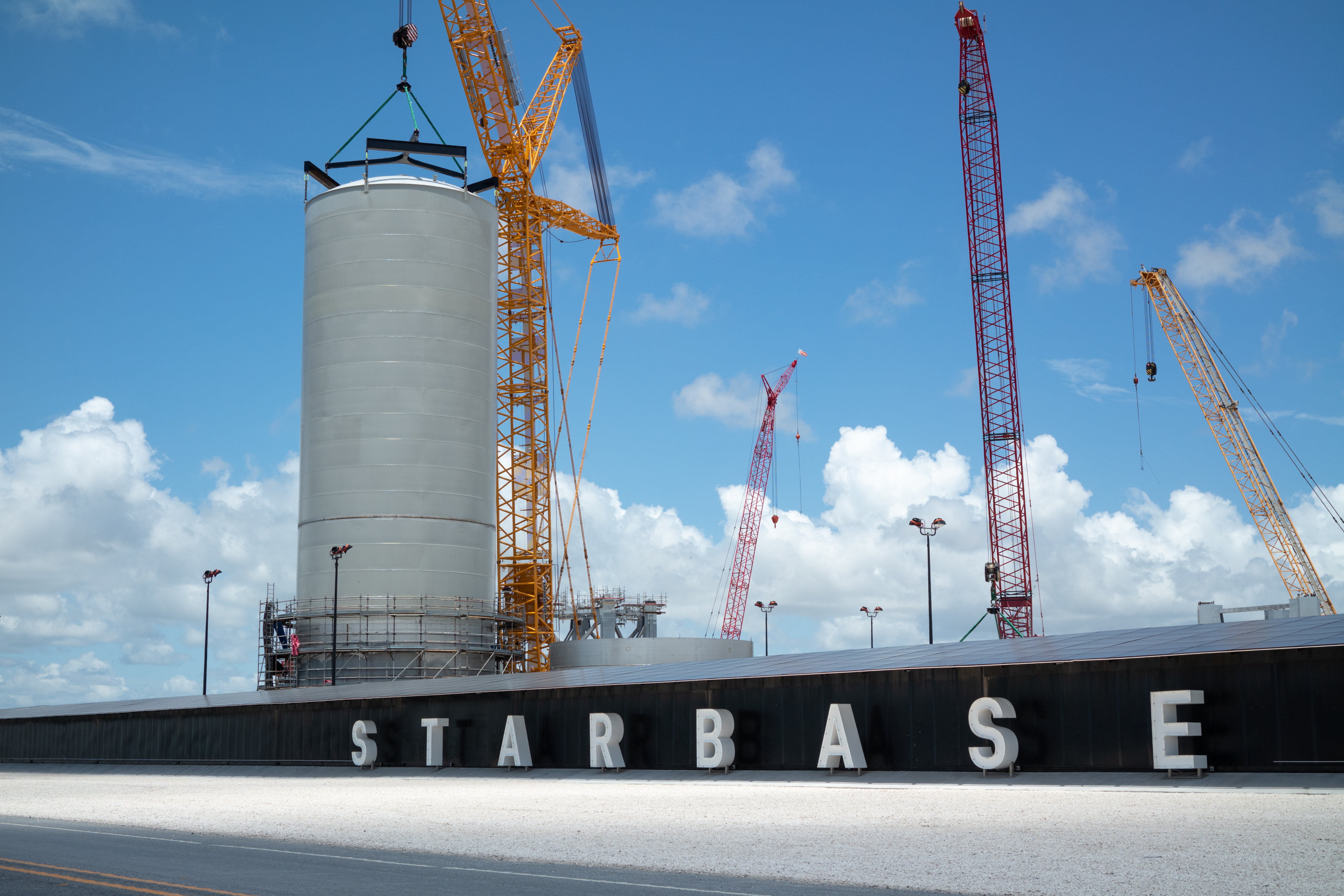
Starbase.
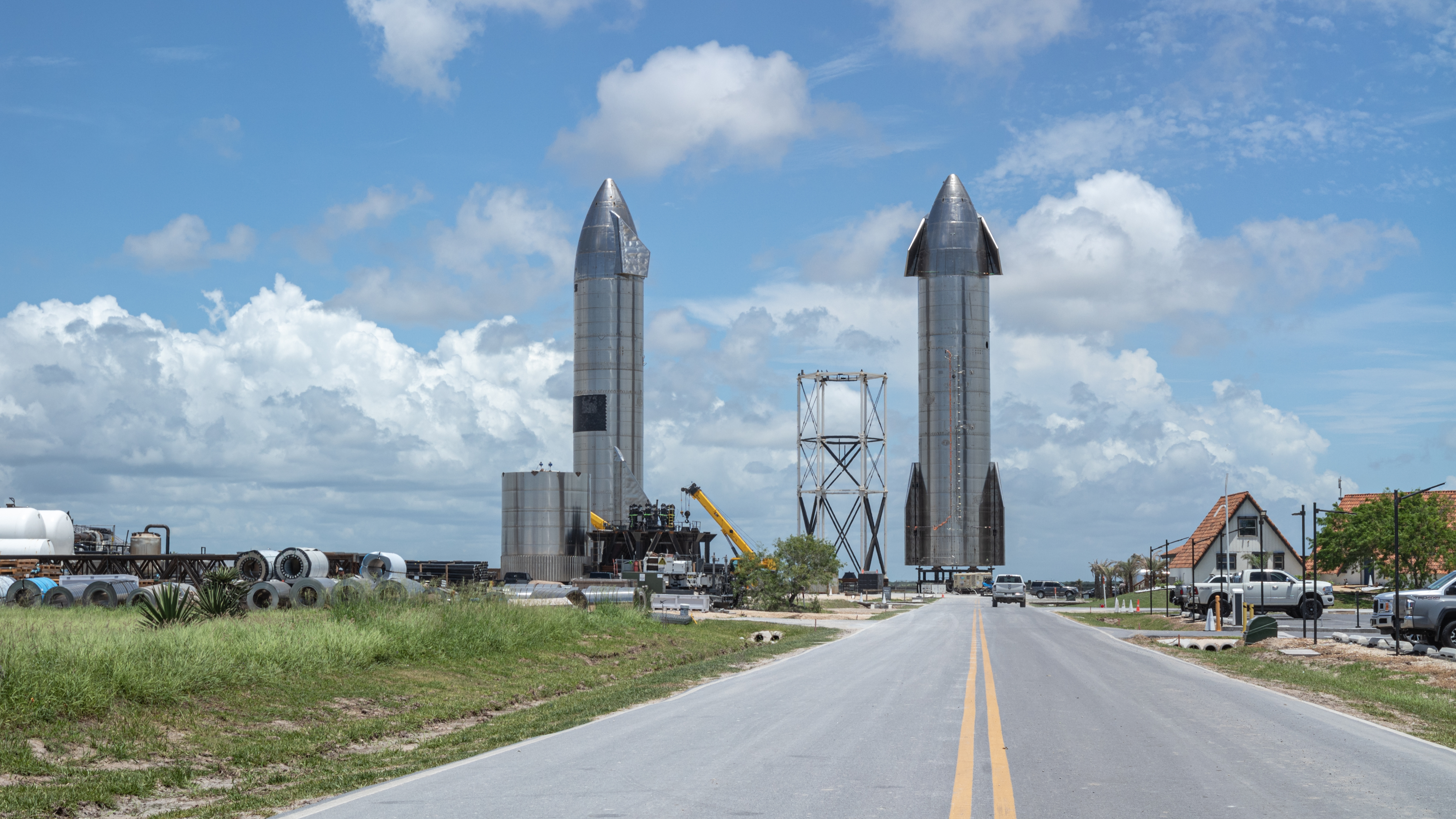
Vue des Starships SN15 à gauche et SN16 à droite.
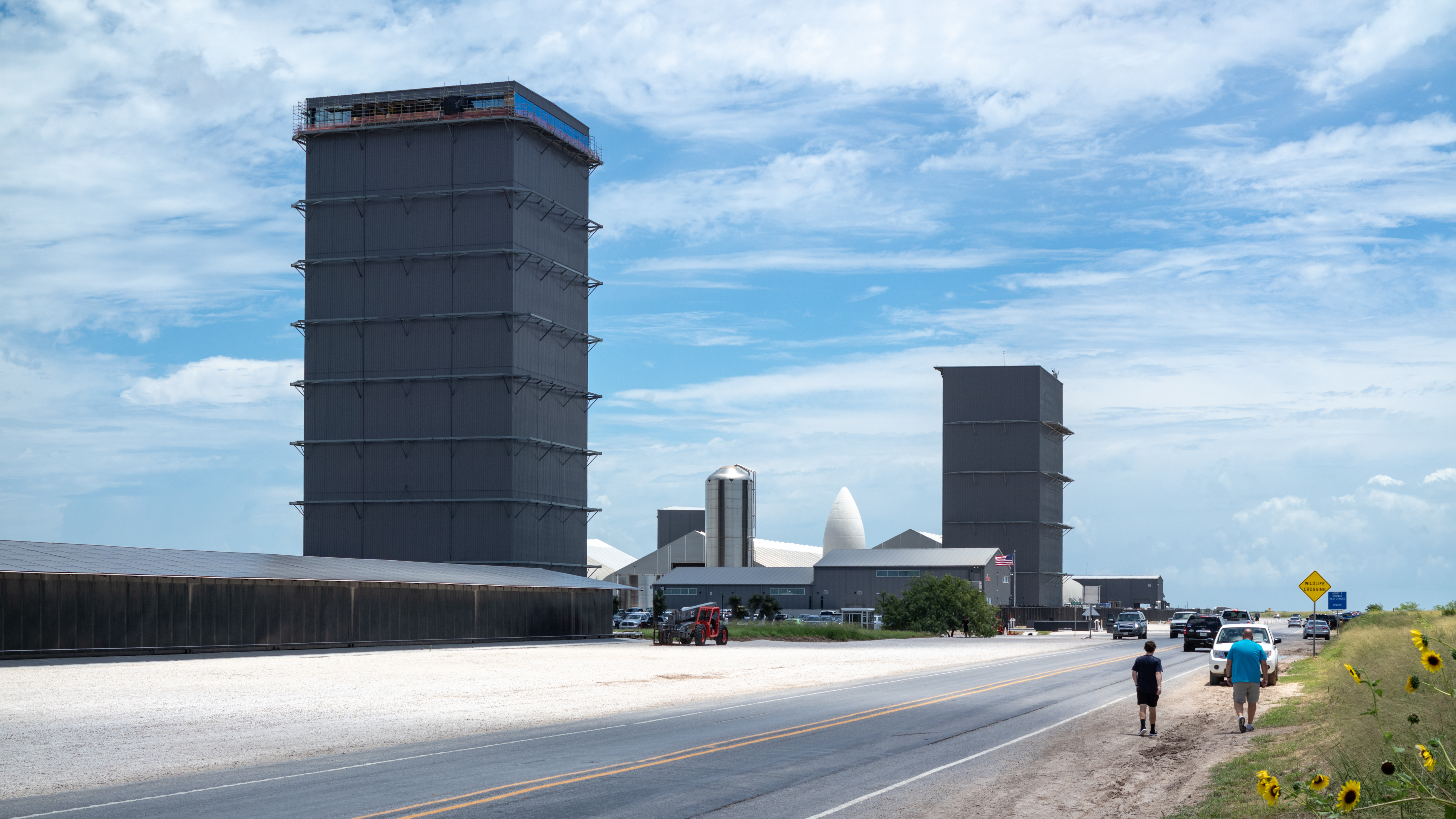
Les deux tours d'assemblage du Starship et du Super-Heavy.